# Alurnus lansbergei
Alurnus lansbergei là một loài bọ cánh cứng trong họ Chrysomelidae. Loài này được Sallé miêu tả khoa học năm 1849.